# Aree metropolitane più popolose in Perù
Di seguito è riportato un elenco delle aree metropolitane più popolose in Perù. Si noti che le popolazioni delle aree metropolitane sono una combinazione di una grande città importante e molte città satelliti più piccole. Per le popolazioni delle città : Città del Perù

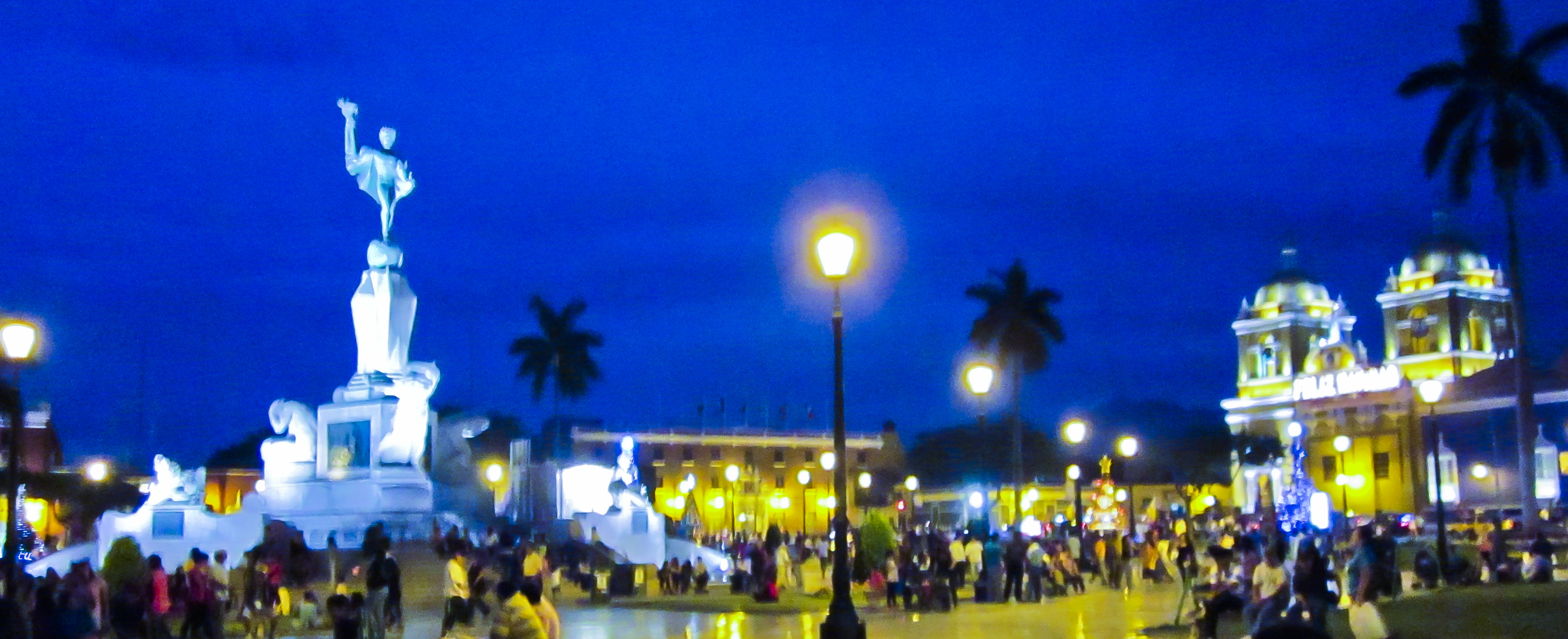
Trujillo

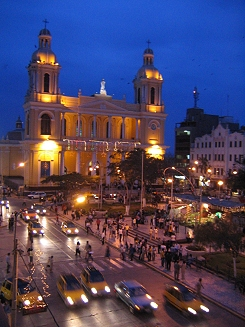
Chiclayo

| Ordine | Area metropolitana | Regione           | Popolazione metropolitana stimato 2014 |
| ------ | ------------------ | ----------------- | -------------------------------------- |
| 1      | Lima               | Lima              | 9.735.587                              |
| 2      | Trujillo           | La Libertad       | 935.147                                |
| 3      | Arequipa           | Arequipa          | 909.955                                |
| 4      | Chiclayo           | Lambayeque        | 801.580                                |
| 5      | Piura              | Piura             | 510.488                                |
| 6      | Iquitos            | Loreto            | 467.493                                |
| 7      | Cusco              | Cusco             | 427.974                                |
| 8      | Huancayo           | Regione di Junín  | 378.358                                |
| 9      | Chimbote           | Regione di Ancash | 362.716                                |

## Conformazione
- Lima besteht aus den 49 Bezirken von Lima und Callao.Stimato Popolazione 9.735.587.

- Trujillo: Trujillo, La Esperanza, El Porvenir, Víctor Larco, Florencia de Mora, Huanchaco, Moche, Salaverry and Laredo

| Conformazione        | stimato Popolazione 2014 |
| -------------------- | ------------------------ |
| Trujillo             | 317.893                  |
| Víctor Larco Herrera | 63.317                   |
| Florencia de Mora    | 41.950                   |
| Huanchaco            | 64.957                   |
| Moche                | 35.074                   |
| Salaverry            | 17.633                   |
| Laredo               | 35.200                   |
| El Porvenir          | 180.716                  |
| La Esperanza         | 179.407                  |
| Total                | 935,147                  |

- Arequipa: Arequipa, Alto Selva alegre, Cayma, Cerro colorado, Jacobo hunter, José Luís Bustamante y Rivero, Mariano Melgar, Miraflores, Paucarpata, Sabandia, Sachaca, Socabaya, Tiabaya Yanahuara, Characato, Uchumayo, Mollebaya, Quequeña and  Yura.

| Conformazione                 | stimato Popolazione 2014 |
| ----------------------------- | ------------------------ |
| Arequipa                      | 55.264                   |
| Alto Selva alegre             | 81.445                   |
| Cayma                         | 89.793                   |
| Cerro Colorado                | 143.772                  |
| Jacobo Hunter                 | 48.247                   |
| José Luís Bustamante y Rivero | 77.019                   |
| Mariano Melgar                | 52.837                   |
| Miraflores                    | 49.160                   |
| Paucarpata                    | 124.701                  |
| Sabandia                      | 4.095                    |
| Sachaca                       | 19.390                   |
| Socabaya                      | 75.797                   |
| Tiabaya                       | 14.823                   |
| Yanahuara                     | 25.242                   |
| Characato                     | 8.947                    |
| Uchumayo                      | 12.246                   |
| Yura                          | 24.007                   |
| Mollebaya                     | 1.809                    |
| Quequeña                      | 1.361                    |
| Total                         | 909.955                  |

- Chiclayo: Chiclayo, Eten, Leonardo Ortiz, La Victoria,  Monsefú,  Pimentel, Pomalca, Puerto Eten, Reque, Santa Rosa, Lambayeque and  San José.

| Conformazione  | stimato Popolazione 2014 |
| -------------- | ------------------------ |
| Chiclayo       | 289.956                  |
| Eten           | 10.672                   |
| Leonardo Ortiz | 190.388                  |
| La Victoria    | 89.499                   |
| Monsefú        | 31.880                   |
| Pimentel       | 42.870                   |
| Pomalca        | 25.229                   |
| Puerto Eten    | 2.194                    |
| Reque          | 14.736                   |
| Santa Rosa     | 12.551                   |
| Lambayeque     | 75.905                   |
| San José       | 15.700                   |
| Total          | 801.580                  |

- Piura: Piura, Castilla, Catacaos.

| Conformazione | stimato Popolazione 2014 |
| ------------- | ------------------------ |
| Piura         | 297.062                  |
| Castilla      | 141.175                  |
| Catacaos      | 72,251                   |
| Total         | 510.488                  |

- Iquitos: Iquitos, Punchana, San Juan Bautista, Belén.

| Conformazione     | stimato Popolazione 2014 |
| ----------------- | ------------------------ |
| Iquitos           | 153.357                  |
| Belén             | 75.593                   |
| Punchana          | 90.071                   |
| San Juan Bautista | 148.472                  |
| Total             | 467.493                  |

- Cusco: San Jerónimo, Cusco, Santiago, Wanchaq, San Sebastián.

| Conformazione | stimato Popolazione 2014 |
| ------------- | ------------------------ |
| Cusco         | 118.322                  |
| San Jerónimo  | 45.236                   |
| Santiago      | 90.274                   |
| Wanchaq       | 63.844                   |
| San Sebastián | 110.298                  |
| Total         | 427.974                  |

- Chimbote: Chimbote, Nuevo Chimbote, Coishco.

| Conformazione  | stimato Popolazione 2014 |
| -------------- | ------------------------ |
| Chimbote       | 216.154                  |
| Nuevo Chimbote | 146.444                  |
| Coishco        | 15.760                   |
| Total          | 378.358                  |

- Huancayo: Huancayo, El Tambo, Chilca.

| Conformazione | stimato Popolazione 2014 |
| ------------- | ------------------------ |
| Huancayo      | 116.944                  |
| El Tambo      | 160.685                  |
| Chilca        | 85.087                   |
| Total         | 362.716                  |